# Seznam poštovních známek České republiky 2014
Seznam českých poštovních známek vydaných v roce 2014
| číslo | datum              | nominální hodnota | rozměr       | grafika                                   | rytí            | název                                                                            |
| ----- | ------------------ | ----------------- | ------------ | ----------------------------------------- | --------------- | -------------------------------------------------------------------------------- |
| 795   | 20. ledna 2014     | 13 Kč             | 40 × 23 mm   | Libuše Knotková                           | Miloš Ondráček  | Tradice české známkové tvorby: Ladislav Jirka, rytec (1914 – 1986)               |
| 796   | 20. ledna 2014     | A                 | 23 × 30 mm   | Jiří Slíva                                |                 | Pro štěstí                                                                       |
| 797   | 3. února 2014      | 25 Kč             | 40 × 23 mm   | Pavel Hrach                               | Bohumil Šneider | Zimní olympiáda v Soči 2014                                                      |
| 798   | 4. února 2014      | 13 Kč             | 30 × 23 mm   | Kryštof Krejča                            | Bohumil Šneider | Zimní paralympiáda v Soči 2014                                                   |
| 799   | 10. března 2014    | 13 Kč             | 40 × 23 mm   | Pavel Sivko                               | Jaroslav Tvrdoň | Letoun Eugena Čiháka: Rapid, 1912                                                |
| 800   | 11. března 2014    | 13 Kč             | 40 × 23 mm   | Jiří Dufek                                | Jaroslav Tvrdoň | Prototyp 1. československého vozu R1 pro pražské Metro                           |
| 801   | 12. března 2014    | 13 Kč             | 40 × 23 mm   | Adolf Born                                | Bohumil Šneider | 150 let českého hasičstva                                                        |
| 802   | 28. dubna 2014     | 17 Kč             | 23 × 40 mm   | Marina Richterová                         | Miloš Ondráček  | Bohumil Hrabal (1914–1997)                                                       |
| 803   | 29. dubna 2014     | 21 Kč             | 40 × 23 mm   | Vladimír Suchánek                         | Jaroslav Tvrdoň | Prof. RNDr. Zdeněk Kopal (1914–1993)                                             |
| 804   | 29. dubna 2014     | 17 Kč             | 26 × 40 mm   | Jan Kavan                                 | Bohumil Šneider | Zámek Červená Lhota                                                              |
| 805   | 29. dubna 2014     | 25 Kč             | 33 × 33 mm   | Vlasta Matoušová                          | Václav Fajt     | Europa: Národní hudební nástroje – chodské dudy                                  |
| 806   | 29. dubna 2014     | 13 Kč             | 23 × 40 mm   | Eva Hašková                               | Martin Srb      | Opava 1814 – Slezské zemské muzeum                                               |
| 807   | 28. května 2014    | 13 Kč             | 40 × 23 mm   | Adolf Absolon                             | Martin Srb      | Technické památky: ruční papírna ve Velkých Losinách                             |
| 808   | 28. května 2014    | 37 Kč             | 40 × 50 mm   |                                           | Miloš Ondráček  | Pražský hrad – Peter Paul Rubens: Shromáždění olympských bohů                    |
| 809   | 29. května 2014    | A                 | 23 × 30 mm   | Stanislav Holý                            | Matěj Holý      | Jů a Hele                                                                        |
| 810   | 11. června 2014    | 25 Kč             | 40 × 23 mm   | Václav Zapadlík                           |                 | Automobil Z4 (Zbrojovka Brno)                                                    |
| 811   | 12. června 2014    | 25 Kč             | 40 × 23 mm   | Pavel Sivko                               |                 | Osobní kolesový parník František Josef I.                                        |
| 812   | 19. června 2014    | 29 Kč             | 40 × 50 mm   | Jan Maget                                 |                 | Obětem 1. světové války                                                          |
| 813   | 19. června 2014    | 29 Kč             | 40 × 50 mm   | Jan Maget                                 |                 | Obětem 1. světové války                                                          |
| 814   | 2. září 2014       | 13 Kč             | 40 × 23 mm   | Libuše a Jaromír Knotkovi                 | Martin Srb      | Ochrana přírody – Beskydy (jezevec lesní)                                        |
| 815   | 2. září 2014       | 17 Kč             | 40 × 23 mm   | Libuše a Jaromír Knotkovi                 | Martin Srb      | Ochrana přírody – Beskydy (kočka divoká)                                         |
| 816   | 2. září 2014       | 21 Kč             | 40 × 50 mm   | Libuše a Jaromír Knotkovi                 | Martin Srb      | Ochrana přírody – Beskydy (medvědi hnědí)                                        |
| 817   | 2. září 2014       | 25 Kč             | 40 × 50 mm   | Libuše a Jaromír Knotkovi                 | Martin Srb      | Ochrana přírody – Beskydy (vlci obecní, ořešník kropenatý)                       |
| 818   | 3. září 2014       | 29 Kč             | 40 × 23 mm   | Karel Zeman                               | Jaroslav Tvrdoň | Osobnosti: Karel starší ze Žerotína (1564 – 1636)                                |
| 819   | 3. září 2014       | A                 | 50 × 29 mm   | Václav Zapadlík                           |                 | Václav Zapadlík – Česká auta – Škoda II. (Škoda Popular Monte Carlo, r. v. 1938) |
| 820   | 3. září 2014       | A                 | 50 × 29 mm   | Václav Zapadlík                           |                 | Václav Zapadlík – Česká auta – Škoda II. (Škoda Superb 3000, r. v. 1941)         |
| 821   | 15. října 2014     | 58 Kč             | 50 × 40 mm   | Jan Kavan                                 | Miloš Ondráček  | Chrám svatého Víta                                                               |
| 822   | 15. října 2014     | A                 | 23 × 30 mm   | Jiří Slíva                                | Miloš Ondráček  | Bouquet "A"                                                                      |
| 823   | 5. listopadu 2014  | 25 Kč             | 23 × 40 mm   | Zdeněk Ziegler                            | Václav Fajt     | Osobnosti: Andreas Vesalius (1514–1564)                                          |
| 824   | 5. listopadu 2014  | 25 Kč             | 40 × 50 mm   |                                           | Václav Fajt     | Umělecká díla na známkách: Jakub Schikaneder – Ulice v zimě                      |
| 825   | 5. listopadu 2014  | 29 Kč             | 50 × 40 mm   | Zdeněk Ziegler                            | Václav Fajt     | Umělecká díla na známkách: Jaromír Funke – Samota a brýle                        |
| 826   | 5. listopadu 2014  | 37 Kč             | 40 × 50 mm   |                                           | Martin Srb      | Umělecká díla na známkách: Salvador Dalí – Leda Atomica                          |
| 827   | 5. listopadu 2014  | 13 Kč             | 23 × 30 mm   | Jan Kavan                                 | Václav Fajt     | Výročí 17. listopadu                                                             |
| 828   | 5. listopadu 2014  | A                 | 30 × 23 mm   | Ivana Havránková                          |                 | Vánoce – Lada (Josef Lada – Betlém v zimě)                                       |
| 829   | 26. listopadu 2014 | A                 | průměr 35 mm | Petr Foltera, Jaroslav a Michal Weigelovi |                 | Vlastní známka kruhová "A" – vzor – Jára Cimrman                                 |
| 830   | 26. listopadu 2014 | Z                 | průměr 35 mm | Petr Foltera, Jaroslav a Michal Weigelovi |                 | Vlastní známka kruhová "Z" – vzor – Jára Cimrman                                 |